# 未凡
未凡（1936年—2017年10月18日），原名魏洪泰，现名魏凡，男，满族，辽宁新民人，中国诗人、编辑家，曾任中国诗歌学会副秘书长。